# 무라카미 히로아키
무라카미 히로아키(일본어: 村上 弘明, 1956년 12월 22일 ~ )는 일본의 배우이다. 이와테현 리쿠젠타카타시 출신으로 호세이 대학을 중퇴했다. 1979년에 방영된 특촬물 《가면라이더 (스카이라이더)》 오디션에 합격하면서 배우로 데뷔했고 해당 작품에서 쓰쿠바 히로시 역할을 맡았다.
1980년 10월부터 1981년 3월까지 일본방송협회(NHK)에서 방송된 시대극 《온야도 가와세미》에서 도쿠마쓰 역할을 맡았고 아사히 방송의 《필살 시리즈》에서 하나야노마사 역할을 맡으면서 이름을 널리 알렸다. 그 외에 NHK 대하드라마 시리즈 《다케다 신겐》의 가스가 도라쓰나 역할, 《불타오르다》의 후지와라노 기요히라 역할, 《히데요시》의 아케치 미쓰히데, 《겐로쿠 요란》의 야나기사와 요시야스 역할을 맡았다.

## TV 출연
- 가면라이더 (스카이라이더)
- 다케다 신겐 (1988년 드라마)
- 히데요시 (드라마)
- 야에의 벚꽃
- 괴인 개발부의 쿠로이츠 씨